# Gość 19.30
Gość 19.30 – polski program publicystyczny emitowany od 29 grudnia 2023  do 1 kwietnia 2024 na antenie stacji TVP1 i TVP Info, stanowiący uzupełnienie głównego wydania programu informacyjnego 19.30.

## Opis programu
Do programu zapraszani byli eksperci i politycy, z którymi jeden z prowadzących program 19.30 przeprowadzał wywiad, który stanowił rozszerzenie jednego z tematów poruszonych wcześniej w wydaniu.
W poprzednich latach o tej porze emitowane były programy publicystyczne Dziś wieczorem i Gość Wiadomości o podobnej formule. Program został zastąpiony 2 kwietnia 2024 przez program Pytanie dnia.

## Prowadzący
- Marek Czyż (od 4 stycznia 2024 do 26 marca 2024)
- Joanna Dunikowska-Paź (od 29 grudnia 2023 do 30 marca 2024)
- Zbigniew Łuczyński (od 30 grudnia 2023 do 1 kwietnia 2024)
- Monika Sawka (od 6 lutego 2024 do 31 marca 2024)